# Palazzo comunale (La Spezia)
Il palazzo comunale della Spezia, prospiciente l'attuale piazza Europa, è un edificio eretto nel 1933 dall'architetto Franco Oliva nel tipico stile razionalista dell'epoca.
È caratterizzato da un'architettura massiccia appena alleggerita da un alto porticato, da un'alta torre angolare quadrata e da una loggetta arengario poligonale. 

Il parapetto dell'arengario è rimasto privo del rivestimento scultoreo in marmo di Carrara previsto in origine ad opera dello scultore Augusto Magli.
Sulla facciata verso la piazza si aprono quattro finestrature ad arco che comprendono più piani dell'edificio.